# Tietă
Tieta este un compus heterociclic tetraciclic, nesaturat, cu sulf, cu formula chimică C3H4S. Este analogul nesaturat al tietanului. Derivații săi, tietele, sunt compuși cu o stabilitate în general scăzută.